# یورگن روتگرز

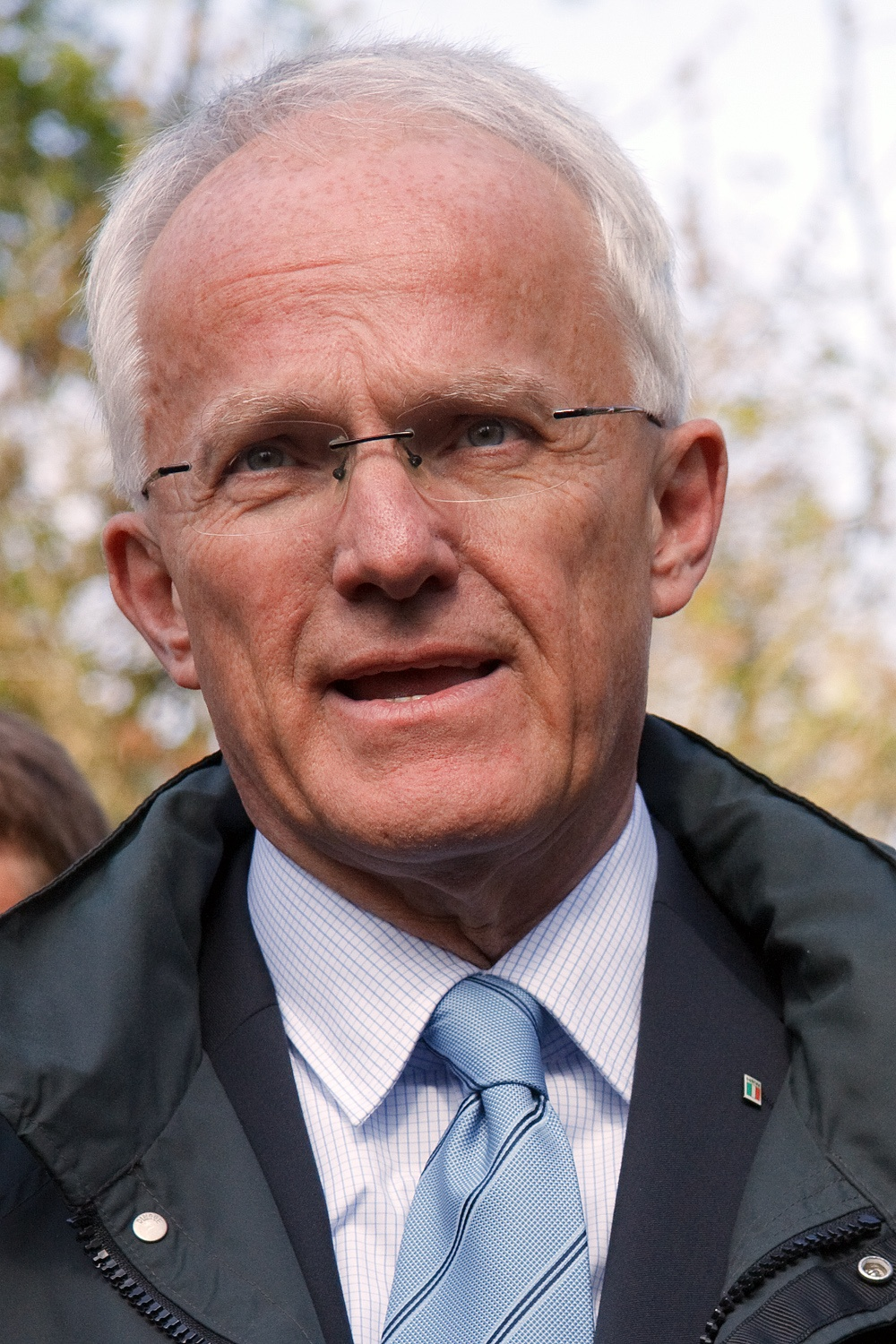
یورگن روتگرز

یورگن روتگرز (Jürgen Rüttgers) (-۱۹۵۱) سیاست‌مدار آلمانی از اتحادیه دموکرات مسیحی است. او در حال حاضر رئیس ایالت نوردراین-وستفالن است.
روتگرز در ۲۶ ژوئن ۱۹۵۱ در شهر کلن به دنیا آمد.